# Kościół Niepokalanego Poczęcia Najświętszej Maryi Panny w Kętach
Kościół Niepokalanego Poczęcia Najświętszej Maryi Panny w Kętach – świątynia będąca częścią klasztoru Franciszkanów.
Świątynia została konsekrowana 4 października 1714 roku przez scholastyka krakowskiego Andrzeja Łubieńskiego. Fundatorami kościoła byli Andrzej z Żydowa Żydowski i Jan Zdanowski. Celem budowy świątyni było ograniczenie wpływu protestantyzmu, szerzącego się na tych terenach.
Kościół jest przykładem architektury baroku, zwanego barokiem reformackim. Styl ten charakteryzuje się jednonawowymi świątyniami na planie prostokąta, z wydłużonym prezbiterium, oraz zabudowaniami klasztornymi na planie czworokąta z wirydarzem i studnią na ośrodku. W związku z tym, założenie klasztorne w Kętach, podobne jest do reformackich klasztorów w Bieczu, Wieliczce lub Jarosławiu. Do franciszkańskiej tradycji odwołuje się także masywny krzyż w głównym ołtarzu świątyni, wykonanym w stylu dojrzałego baroku przez ojca Modesta Gronalewicza w latach 1710–1714. W dolnej części, z lewej i prawej strony głównego ołtarza, usytuowane są bramki z postaciami świętych Apostołów Piotra i Pawła, prowadzące do chóru zakonnego. W kaplicy można podziwiać najcenniejszy zabytek świątyni: polichromowaną rzeźbę Piety wykonaną przez nieznanego autora w pierwszej połowie XV wieku. Ciekawa jest także alabastrowa płaskorzeźba ukazująca scenę Ukrzyżowania, powstała zapewne w połowie XVI wieku.
W nawie świątyni można zobaczyć sześć ołtarzy bocznych – trzy barokowe z okresu konsekracji kościoła i trzy w stylu neobarokowym z końca XIX stulecia. Postać Świętego Franciszka można podziwiać na jednym z bocznych ołtarzy w stylu barokowym. Z kolei patronkę świątyni znajduje się pod sklepieniem, na tęczy pokrytej malowidłem. Do wyposażenia kościoła należą także zabytkowe organy z 1891 roku, dzieło firmy Gebrüder Rieger z Karniowa, na Śląsku Opawskim.